# Dimitrios Giannoulis
Dimitrios Christos Giannoulis (griechisch Δημήτριος Χρήστος Γιαννούλης, * 17. Oktober 1995 in Katerini) ist ein griechischer Fußballspieler, der seit der Saison 2024/25 beim FC Augsburg in der Bundesliga unter Vertrag steht.

## Karriere

### Vereinskarriere
Giannoulis begann seine fußballerische Laufbahn in der Jugend von Vataniakos und stieg 2012 in die erste Mannschaft auf, in welcher er 33 Spiele bestritt und drei Tore erzielte. 2014 transferierte er zum griechischen Erstligisten PAOK Thessaloniki. In den folgenden Jahren wurde er mehrfach verliehen, unter anderem an Pierikos (26 Spiele), Veria (30 Spiele), Atromitos (42 Spiele), Anorthosis Famagusta (acht Spiele) sowie Norwich City (16 Spiele). Insgesamt absolvierte Giannoulis 54 Ligaspiele und erzielte ein Tor für PAOK.
In der Saison 2018/19 gewann er mit PAOK die griechische Meisterschaft.
Im Januar 2021 wurde Giannoulis an den englischen Klub Norwich City ausgeliehen, mit dem er den Aufstieg in die Premier League erreichte. Im Juli 2021 verpflichtete Norwich ihn fest, und er bestritt insgesamt 94 Ligaspiele für den Verein.
Im Juli 2024 wechselte Giannoulis zum FC Augsburg in die Bundesliga, bei welchem er bis Ende März 2025 24 Spiele absolvierte.

### Nationalmannschaft
Giannoulis spielte von 2015 bis 2016 für die griechische U21-Nationalmannschaft und debütierte 2018 in der A-Nationalmannschaft, in welcher er bis April 2025 32 Länderspiele bestritt.

## Erfolge

### Im Verein
- Griechischer Pokalsieger: 2019
- Griechischer Meister: 2019